# Fleury-la-Vallée
Fleury-la-Vallée település Franciaországban, Yonne megyében. Lakosainak száma 1019 fő (2022. január 1.). Fleury-la-Vallée Branches, Charbuy, Valravillon és Poilly-sur-Tholon községekkel határos.

## Népesség
A település népességének változása:
| Lakosok száma | 1116 | 1107 | 1137 | 1102 | 1110 | 1112 | 1081 | 1050 | 1019 |
|               | 2013 | 2015 | 2016 | 2017 | 2018 | 2019 | 2020 | 2021 | 2022 |